# Kenya Pansa
Kenya Pansa is een Surinaams bestuurder. Ze was districtscommissaris van Brokopondo en Marowijne-Zuidwest.

## Biografie

### Brokopondo
Kenya Pansa begon in mei 2016 met een training om voorbereid te worden op de functie van districtscommissaris (dc). Een klein half jaar later, op 2 november, werd ze beëdigd en de dag erop werd zij ingedeeld als dc voor Brokopondo.
Begin augustus 2018 werd bekend dat zij op de rol stond om gereshuffeld te worden en Frederik Finisie haar plaats zou innemen. Eind september reageerde minister Edgar Dikan van Regionale Ontwikkeling dat hij daar zelf niet van op de hoogte was. Een maand later werd de vervanging van Pansa door Finisie alsnog publiek gemaakt; Finisie werd op 20 oktober 2018 beëdigd. Ze reageerde na haar aftreden verbolgen over beschuldigingen door een bron aan De Ware Tijd dat corruptie haar funest zou zijn geworden.

### Marowijne-Zuidwest
Nadat het district Marowijne in december 2018 was opgedeeld in twee bestuurseenheden, was zij in beeld om door te stromen naar Moengo. Op 2 februari 2019 werd haar aantreden van dc voor Marowijne-Zuidwest bekrachtigd.

#### Perikelen rondom Tembe Art Studio

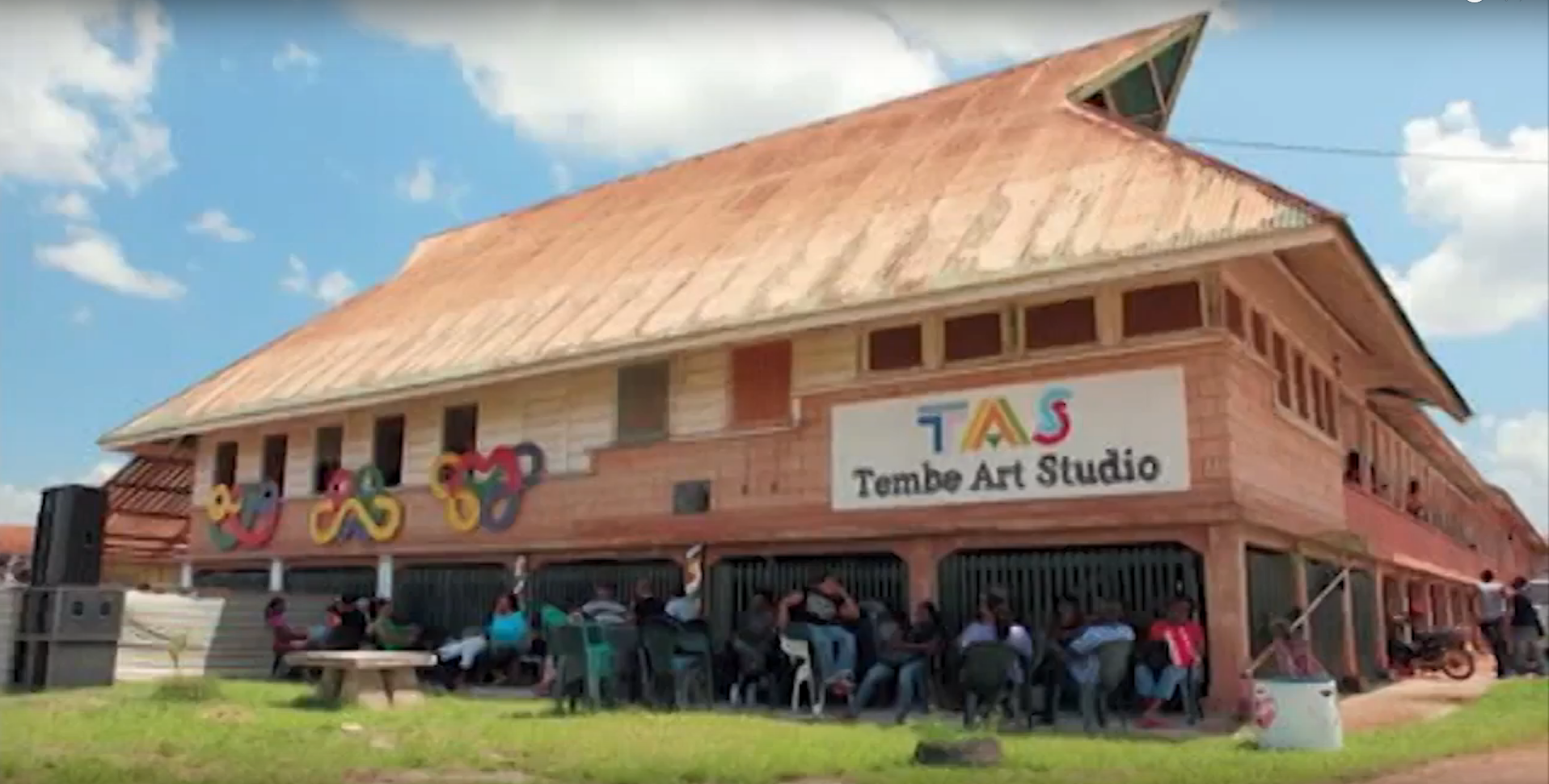
Tembe Art Studio, 2017

In juni 2019 bezocht zij twee maal onaangekondigd de Tembe Art Studio van kunstenaar Marcel Pinas in het oude ziekenhuis van Suralco, begeleid door bouwvakkers en medewerkers van het ministerie van Regionale Ontwikkeling. Hierbij werden rond de twintig deuren vernield waardoor spullen en kunstwerken van de studio onbeschermd achterbleven. Ze gaven als boodschap af dat het gebouw een nieuwe bestemming zou krijgen. Op 22 juni bezocht het drietal Vijay Chotkan (minister van OW), Stuart Getrouw (minister van JusPol) en Jerry Miranda (coördinator JusPol) het pand. Pinas was op dat moment in het buitenland en reageerde ontzet hoe met tien jaar werk omgesprongen werd die hij in de ontwikkeling van kust en cultuur in Marowijne had geïnvesteerd. Op 26 juni ontweek Pansa journalisten van De Ware Tijd toen die haar om verduidelijking vroegen over de gang van zaken. Assemblée-lid Marinus Bee noemde het gedrag van de dc barbaars en crimineel en voegde daaraan toe dat het ging om inbraak waarvoor geen bevel was afgegeven door de procureur-generaal. Hij hield daar de ministers ook verantwoordelijk voor.
Op 8 september 2019 volgde een scholierenprotest bij de studio die door de regeringspartij NDP in scène gezet bleek te zijn. Scholieren, in de praktijk betaalde krachten van de NDP zonder binding met het plan, kregen de opdracht om te protesteren voor het vestigen van een school in de kunststudio. Pinas besloot een week later om het Moengo Festival met een jaar uit te stellen. Ook kondigde hij aan dat hij zich daarbij niet aan Moengo alleen zou binden, maar de activiteiten zou verdelen over drie locaties, met ook evenementen in Albina en St.-Laurent (Frans Guyana).

#### Vervolg
Direct naast de ingang van het beeldenpark van het Marowijne Art Park, dat werd aangelegd door Marcel Pinas, onthulde Pansa met minister Dikan rond 23 november 2019 een kunstwerk dat met grote 3D-letters het woord Moengo vormt. Het kunstwerk was mede geplaatst om meer toeristen naar het gebied te trekken.
In aanloop naar de verkiezingen liet Pansa vlaggen verwijderen van de Algemene Bevrijdings- en Ontwikkelingspartij (ABOP) die daar waren geplaatst ter ondersteuning van een massabijeenkomst van de partij.

### Na haar ambtsoverdracht
Na het aantreden van het kabinet-Santokhi werden in augustus 2020 bijna alle districtscommissarissen van Bouterse II vervangen, onder wie Pansa.
Enkele weken later hielden burgers een protestactie in Moengo, waarin ze het voormalige stafdorp van Suralco terugeisten, omdat de vorige regering 23 percelen van het terrein had uitgegeven aan burgers. Daarnaast werd de ambtswoning van Pansa uitgegeven aan een onderneming, terwijl haar opvolger hierin had moeten trekken.
Tijdens Kerst 2021 kwam Pansa in het nieuws omdat zich een man in haar huis schuilhield, die met een jachtgeweer op een man had geschoten bij de mall van Moengo.